# Levan Tediašvili
Levan Kitoevič Tediašvili (in russo Леван Китоевич Тедиашвили?, in georgiano ლევან თედიაშვილი?, Levan Tediashvili; Sagarejo, 15 marzo 1948 – 17 febbraio 2024) è stato un lottatore sovietico, dal 1992 georgiano, campione olimpico nella lotta libera nel 1972 e 1976. Rimase imbattuto tra il 1971 e il 1976. Oltre alla lotta libera, divenne campione sovietico e mondiale nel sambo.

## Biografia
Levan Tediashvili nacque a Sagarejo il 15 marzo 1948 da padre georgiano e da madre russa, che si trasferì in Georgia con l'altro figlio Herman dopo che suo marito rimase ucciso nella seconda guerra mondiale. Herman divenne anch'egli lottatore, e lavorò come allenatore a Chișinău.
Levan Tediashvili vinse la medaglia d'oro ai Giochi olimpici di Monaco di Baviera 1972 nella categoria dei pesi medi. Alle Olimpiadi di Montréal 1976 ottenne la sua seconda medaglia d'oro nella categoria dei pesi medio-massimi. Per conquistare questi due titoli, sconfisse in finale due fratelli statunitensi, John Peterson nel 1972 e Benjamin Peterson nel 1976. John vinse la medaglia d'oro nel 1976 e Benjamin vinse la medaglia d'oro nel 1972, nelle categorie di peso in cui Tediashvili in quelle edizioni dei Giochi non gareggiava.
Tediashvili vinse anche la medaglia d'oro nella categoria fino a 82 kg ai Campionati mondiali di lotta libera del 1971 e la medaglia d'oro nella categoria fino a 90 kg nel 1973, 1974 e 1975. Ai campionati mondiali del 1978 conquistò la medaglia d'argento nella categoria fino a 100 kg. Si aggiudicò inoltre titoli europei nel 1974, 1976 e 1978.
Morì il 17 febbraio 2024, un mese prima di compiere 76 anni.

## Palmarès
- Giochi olimpici

Monaco di Baviera 1972: oro nella categoria 82 kg
Montréal 1976: oro nella categoria 90 kg
- Mondiali di lotta

Sofia 1971: oro nella categoria 82 kg
Therhan 1973: oro nella categoria 90 kg
Istanbul 1974: oro nella categoria 90 kg
Minsk 1975: oro nella categoria 90 kg
Città del Messico1978: argento nella categoria 100 kg